# Liste der Monuments historiques in Amoncourt
Die Liste der Monuments historiques in Amoncourt führt die Monuments historiques in der französischen Gemeinde Amoncourt auf.

## Liste der Objekte
| Bezeichnung                       | Beschreibung                                                                                                   | Standort                       | Kennzeichnung | Schutzstatus | Datum | Bild |
| --------------------------------- | --- | ------------------------------ | ------------- | ------------ | ----- | ---- |
| Kruzifix                          | Holz, farbig gefasst und vergoldet, 18. Jahrhundert                                                            | in der Kirche St-Martin (Lage) | PM70001920    | Inscrit      | 1994  |      |
| Krankenziborium                   | Silber, vergoldet, Mitte des 18. Jahrhunderts, Goldschmied Simon Charmet                                       | in der Kirche St-Martin (Lage) | PM70000024    | Classé       | 1972  |      |
| Hauptaltar                        | Altartisch, Tabernakel, Retabel und Gemälde; Holz, Ölfarbe auf Leinwand, 18. Jahrhundert; zugehörig PM70000026 | in der Kirche St-Martin (Lage) | PM70000025    | Classé       | 1977  |      |
| Altarkreuz und vier Altarleuchter | Bronze, 18. Jahrhundert                                                                                        | in der Kirche St-Martin (Lage) | PM70000026    | Classé       | 1977  |      |
| Skulptur Heiliger Martin          | Holz, farbig gefasst, 16. oder 17. Jahrhundert                                                                 | in der Kirche St-Martin (Lage) | PM70000027    | Classé       | 1984  |      |